# إسماعيل قهرمان
إسماعيل قهرمان (بالتركية: İsmail Kahraman) سياسي ومحامي ورئيس سابق للبرلمان التركي في دورته السابعة والعشرين، والنائب السابق في البرلمان التركي للدورتين التشريعيتين الـ 20 و21 للبرلمان في انتخابات عامي 1995 و1999. وزير سابق للثقافة في حكومة نجم الدين أربكان الائتلافية، عن حزب الرفاه (1996-1997).

## الولادة والنشأة
أبصر قهرمان النور عام 1940 في محافظة ريزا شمال شرق تركيا هي إحدى محافظات منطقة البحر الأسود والمطلة على البحر الأسود.
تلّقى تعليمه الابتدائي والإعدادي في كارابوك، شمال تركيا، لينتقل بعدها إلى إسطنبول ويتم تعليمه الثانوي في مدرسة حيدر باشا. قبل أن يلتحق بكلية الحقوق في جامعة إسطنبول، ويتخرج فيها، حيث شغل خلال دراسته الجامعية منصب رئيس اتحاد الطلبة في الجامعة، إضافة لرئاسته لاتحاد الطلبة التركي الوطني.

## أعماله التطوعية
كما اعتلى قهرمان منصب رئيس وقف الوحدة الذي تم تأسيسه بتاريخ 28 أيار/ مايو من عام 1985، فضلا عن مشاركته بتأسيس وقف «تشكيلات المتطوعين» في تركيا بتاريخ 21 كانون الأول/ ديسمبر لعام 1994، والتي يواصل فيها شغل منصب رئيس هيئة المؤسسين حتى الآن.
وفي عام 2009، نال قهرمان جائزة «الوقف الإنسانية» ضمن إطار فعاليات (الوفاء لـ 40 وقف وإنسان) التي نظمها وقف الثقافة الوطنية في تركيا بذكرى تأسيسه الـ40.
كما كرّمت جامعة يالوفا التركية قهرمان في نفس العام، ومنحته لقب الدكتوراه الفخرية، فضلا عن شغله منصب عضو في مجلس أمناء جامعة «إسطنبول للتجارة»، إضافة لمشاركته في تأسيس وقف نشر العلم وشغله منصب عضو بمجلس الأمناء فيها أيضا.
وشغل قهرمان كذلك منصب عضو الهيئة الاستشارية العليا في كل من جمعية نشر العلم، ووقف دنيا العمل، إضافة لمنصب رئيس هيئة مؤسسي وقف التطوير في جامعة رجب طيب أردوغان.
وفي حياته العملية، اشتغل قهرمان في رئاسة اللجنة التنفيذية لعدد من الشركات الصناعية والتجارية بتركيا، كما عُين لفترة مستشارا لوزير العمل التركي.

## حياته السياسية
لم تكن هذه المرة الأولى التي يصل فيها إلى البرلمان التركي، حيث سبق له وأن فاز بالنيابة لمرتين ممثلا عن مدينة إسطنبول في الدورتين التشريعيتين الـ 20 و21 للبرلمان بنتيجة انتخابات عامي 1995 و1999.
حيث كان نائبا عن حزب الرفاه بداية وحزب الفضيلة لاحقا، وخلال تلك الفترة أصبح عضوا في عدد من لجان البرلمان، يأتي في مقدمتها اللجنة الدستورية، ولجنة التعليم الوطني، والثقافة، والشباب والرياضة.
وسبق لقهرمان أن شغل منصب وزير الثقافة في الحكومة الائتلافية الـ 54 في تاريخ الجمهورية التركية برئاسة نجم الدين أربكان، والتي قامت بين حزبي الرفاه، والطريق القويم، والمعروفة اختصارا باسم (طريق الرفاه - Refahyol)، والتي أدت أعمالها لمدة 12 شهرا ويومان فقط بين عامي (1996-1997).
عاد قهرمان إلى البرلمان التركي، بعد انقطاع دام 13 عاما، من أوسع أبوابه، بفوزه برئاسة البرلمان التركي في دورته التشريعية الـ 26. ويعد الرئيس الجديد للبرلمان التركي ذو الـ 75 عاما، ثاني أكبر النواب عمرا، بعد النائب عن حزب الشعب الجمهوري وممثله عن مدينة أنطاليا "دينيز بايكال" والذي يبلغ من العمر 77 عاما. وكان الرئيس التركي رجب طيب أردوغان قد كرّمه أيضا، حين أطلق اسم إسماعيل قهرمان على المركز الثقافي في مدينة ريزة، التي ينحدران منها هما الاثنان.